# Brigid Kosgei
Brigid Jepcheschir Kosgei, auch Brigid Jepchirchir Kosgei (* 20. Februar 1994 in Kapsowar) ist eine kenianische Langstreckenläuferin, die sich auf Straßenläufe spezialisiert hat.

## Werdegang
2015 gewann sie bei ihrer Premiere über 42,195 km den Porto-Marathon in 2:47:59 h.
Im Jahr darauf siegte sie beim Mailand-Marathon in 2:27:45 h und wurde Zweite beim Lissabon-Marathon in 2:24:45 h. Zum Saisonabschluss gewann sie den Honolulu-Marathon und die San Silvestre Vallecana.
2017 siegte sie beim Halbmarathonbewerb des Lago Maggiore Marathons und wurde Achte beim Boston-Marathon. Nach einem Sieg beim Bogotá-Halbmarathon und einem dritten Platz beim Kopenhagen-Halbmarathon steigerte sie sich beim Chicago-Marathon auf 2:20:22 h und musste sich nur Tirunesh Dibaba geschlagen geben. In Honolulu verbesserte sie den elf Jahre alten Streckenrekord von Ljubow Denissowa um mehr als fünf Minuten auf 2:22:15 h.
In die Saison 2018 startete sie mit einem siebten Platz beim RAK-Halbmarathon. Beim London-Marathon wurde sie in 2:20:13 h Zweite hinter Vivian Cheruiyot. Auch beim Bogotá-Halbmarathon und beim Great North Run belegte sie jeweils den zweiten Platz.
Im Oktober gewann sie den Chicago-Marathon in neuer persönlicher Bestleistung von 2:18:35 h.
Zum Abschluss der Saison siegte sie zum zweiten Mal nach 2016 bei der San Silvestre Vallecana in Madrid und erzielte dabei mit 29:54 min einen neuen Streckenrekord.
Die Saison 2019 eröffnete Kosgei im Januar mit einem Sieg beim Halbmarathonrennen im Rahmen des Houston-Marathons. Ihre Siegerzeit von 1:05:50 h war die bis dahin schnellste jemals auf US-amerikanischem Boden gelaufene Halbmarathonzeit einer Frau. Knapp zwei Monate später konnte sie den erstmals ausgetragenen Bahrain-Halbmarathon in Manama in 1:05:28 h für sich entscheiden.
Ende April gewann sie den London-Marathon in Bestzeit von 2:18:20 h mit fast zwei Minuten Vorsprung vor ihrer Landsfrau Vivian Cheruiyot, dabei lief sie nach taktischem Beginn in 1:06:42 h die zweite Hälfte schneller als je eine Marathonläuferin zuvor.
Im weiteren Jahresverlauf siegte Kosgei beim Great North Run in 1:04:28 h, auf der nicht rekordtauglichen Strecke lief sie damit 23 Sekunden schneller als Weltrekordhalterin Joyciline Jepkosgei.
Am 13. Oktober gewann sie in 2:14:04 h den Chicago-Marathon und brach den über 16 Jahre alten Weltrekord des schnellsten Marathons einer Frau von Paula Radcliffe (2:15:25 h). Tigist Assefa  unterbot ihre Marke beim Berlin-Marathon 2023 um gut zwei Minuten (2:11:52 h).
Im Februar 2020 blieb Kosgei beim Halbmarathon in Ra’s al-Chaima mit 1:04:49 h auch über diese Distanz knapp unter der bisherigen Weltrekordzeit (1:04:51 h), unterlag aber nach zuvor elf Siegen in Serie als Zweitplatzierte der Äthiopierin Ababel Yeshaneh, die den Weltrekord auf 1:04:31 h verbesserte.
Beim London-Marathon im Oktober verteidigte sie ihren Titel aus dem Vorjahr erfolgreich in 2:18:58 h.
2021 trat Kosgei bei den Olympischen Sommerspielen im Marathonlauf an, wo sie in Sapporo nach 2:27:36 h hinter ihrer Landsfrau Peres Jepchirchir zu Silber lief.
Im März 2022 gewann die 28-Jährige den Tokio-Marathon in 2:16:02 h und stellte mit der drittschnellsten je von einer Frau gelaufenen Zeit einen neuen Streckenrekord auf.

## Persönliche Bestzeiten
- Halbmarathon: 1:04:49 h, 21. Februar 2020, Ra’s al-Chaima
- Marathon: 2:14:04 h, ehemaliger WR, 13. Oktober 2019, Chicago